# Ян ван Бреда Колф (футболіст)
Ян Галтерус ван Бреда Колф (нід. Jan Gualtherus van Breda Kolff; 18 січня 1894, Медан, Голландська Ост-Індія — 6 лютого 1976, Массачусетс) — голландський футболіст клубу ГВВ з Гааги. Чемпіон країни. Зазвичай грав на правому фланзі нападу. Є наймолодшим гравцем в історії збірної Нідерландів.

## Кар'єра в збірній
2 квітня 1911 року Ван Бреда Колф дебютував за збірну Нідерландів. На той момент йому було 17 років і 74 дні, що робить його наймолодшим дебютантом в історії. У цьому матчі проти Бельгії його команда виграла з рахунком 3:1. Ван Бреда Колф забив гол після сольного проходу, що зробило його й наймолодшим бомбардиром в історії.
У період з квітня 1911 по травень 1913 року Ван Бреда Колф провів загалом одинадцять міжнародних матчів (сім перемог, дві нічиї, дві поразки), у яких забив один гол. У 1912 році він здобув бронзову медаль на Олімпійських іграх у Стокгольмі після перемоги над Фінляндією з рахунком 9:0. Зіграв у всіх чотирьох матчах Нідерландів на цьому турнірі. Свій останній міжнародний матч він зіграв 9 березня 1913 року проти Бельгії (результат 3:3). Під час цього матчу він був єдиним гравцем збірної Нідерландів, який ще навчався в школі.

## Особисте життя
Після середньої школи Ван Бреда Колф закінчив школу торгівлі в Роттердамі. Потім він приєднався до Роттердамського банку, який відправив його до Нью-Йорка в 1921 році на три роки. У 1924 році він на короткий період повернувся до Нідерландів. У червні 1924 року емігрував до США, де оселився в Монтклері в штаті Нью-Джерсі. Багато років працював в американській банківській галузі. Ван Бреда Колф був двічі одружений і мав трьох дітей. Його перша дружина померла в 1942 році. У 1947 році одружився вдруге. Його син Віллем Гендрік «Бутч» ван Бреда Колф був американським баскетболістом, який виступав в НБА, а також тренером. Онук Ян Майкл ван Бреда Колф, названий на честь свого діда, також був американським баскетболістом і тренером.

## Титули і досягнення
- Бронзовий призер Олімпійських ігор (1):

Нідерланди: 1912
- Чемпіон Нідерландів (1):

ГВВ (Гаага): 1914

## Статистика

### Статистика виступів за збірну
| Дата       | Місто           | Господарі        | Результат | Гості            | Турнір                 | Голи | Примітки                 |
| ---------- | --------------- | ---------------- | --------- | ---------------- | ---------------------- | ---- | ------------------------ |
| 2-4-1911   | Дордрехт        | Нідерланди       | 3 – 1     | Бельгія          | товариський матч       | 1    |                          |
| 10-3-1912  | Антверпен       | Бельгія          | 1 – 2     | Нідерланди       | товариський матч       | -    |                          |
| 16-3-1912  | Галл            | Англія           | 4 – 0     | Нідерланди       | товариський матч       | -    | Аматорська збірна Англії |
| 24-3-1912  | Зволле          | Нідерланди       | 5 – 5     | Німецька імперія | товариський матч       | -    |                          |
| 28-4-1912  | Дордрехт        | Нідерланди       | 4 – 3     | Бельгія          | товариський матч       | -    |                          |
| 29-6-1912  | Стокгольм       | Швеція           | 3 – 4     | Нідерланди       | ОІ 1912 - Перший раунд | -    |                          |
| 30-6-1912  | Сульна (комуна) | Нідерланди       | 3 – 1     | Австрія          | ОІ 1912 - 1/4 фіналу   | -    |                          |
| 2-7-1912   | Стокгольм       | Нідерланди       | 1 – 4     | Данія            | ОІ 1912 - 1/2 фіналу   | -    |                          |
| 4-7-1912   | Сульна (комуна) | Нідерланди       | 9 – 0     | Фінляндія        | ОІ 1912 - За 3 місце   | -    |                          |
| 17-11-1912 | Лейпциг         | Німецька імперія | 2 – 3     | Нідерланди       | товариський матч       | -    |                          |
| 9-3-1913   | Антверпен       | Бельгія          | 3 – 3     | Нідерланди       | товариський матч       | -    |                          |
| Усього     |                 | Матчів           | 11        |                  | Голів                  | 1    |                          |